# Vrachonisída Skylonísi
Vrachonisída Skylonísi är en ö i Grekland.   Den ligger i prefekturen Kykladerna och regionen Sydegeiska öarna, i den sydöstra delen av landet, 210 km sydost om huvudstaden Aten. Arean är 0,29 kvadratkilometer.
Terrängen på Vrachonisída Skylonísi är lite kuperad. Öns högsta punkt är 55 meter över havet. Den sträcker sig 0,6 kilometer i nord-sydlig riktning, och 0,6 kilometer i öst-västlig riktning.